# 吕纪
吕纪（1465-1505年），字廷振，号乐愚，一作乐鱼。鄞（今浙江省宁波市）人，明朝画家。

## 生平
弘治中为内廷作画，官仁智殿锦衣卫指挥。善长花鸟画，近学边景昭，远师南宋院体，除擅长妍丽沉稳的工笔重彩以外，也能冶林良、孙隆为一炉，作水墨淡色写意，不拘一格，多画凤、鹤、孔雀、鸳鸯之类。所作生意流动，设色鲜丽；泉石布景，也点染烟润，清新有致。亦写山水、人物。与边景昭、林良齐名，为明代花鸟画的主要作家之一。他的工笔作品有《桂菊山禽》等，写意作品有《残荷鹰鹭图》等。据记载，他还能以特殊的命意进行“画谏”。他们同中异的艺术成就，不仅承袋了中国花鸟画“写意”、“寓意”的优秀传统，而且在写意花鸟画的发展中起到了继往开来的作用。

## 部分作品

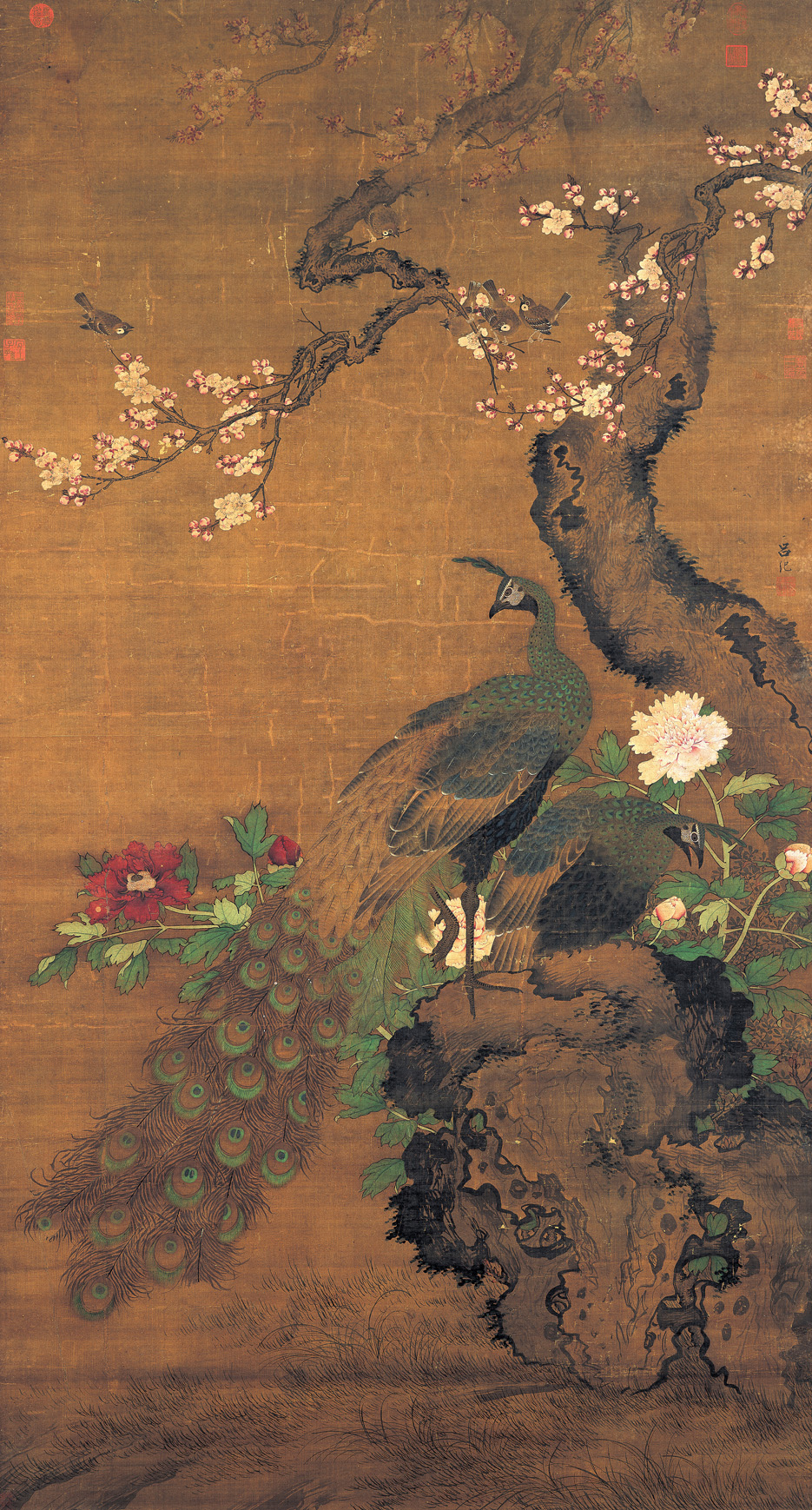
杏花孔雀，藏於台灣台北國立故宮博物院
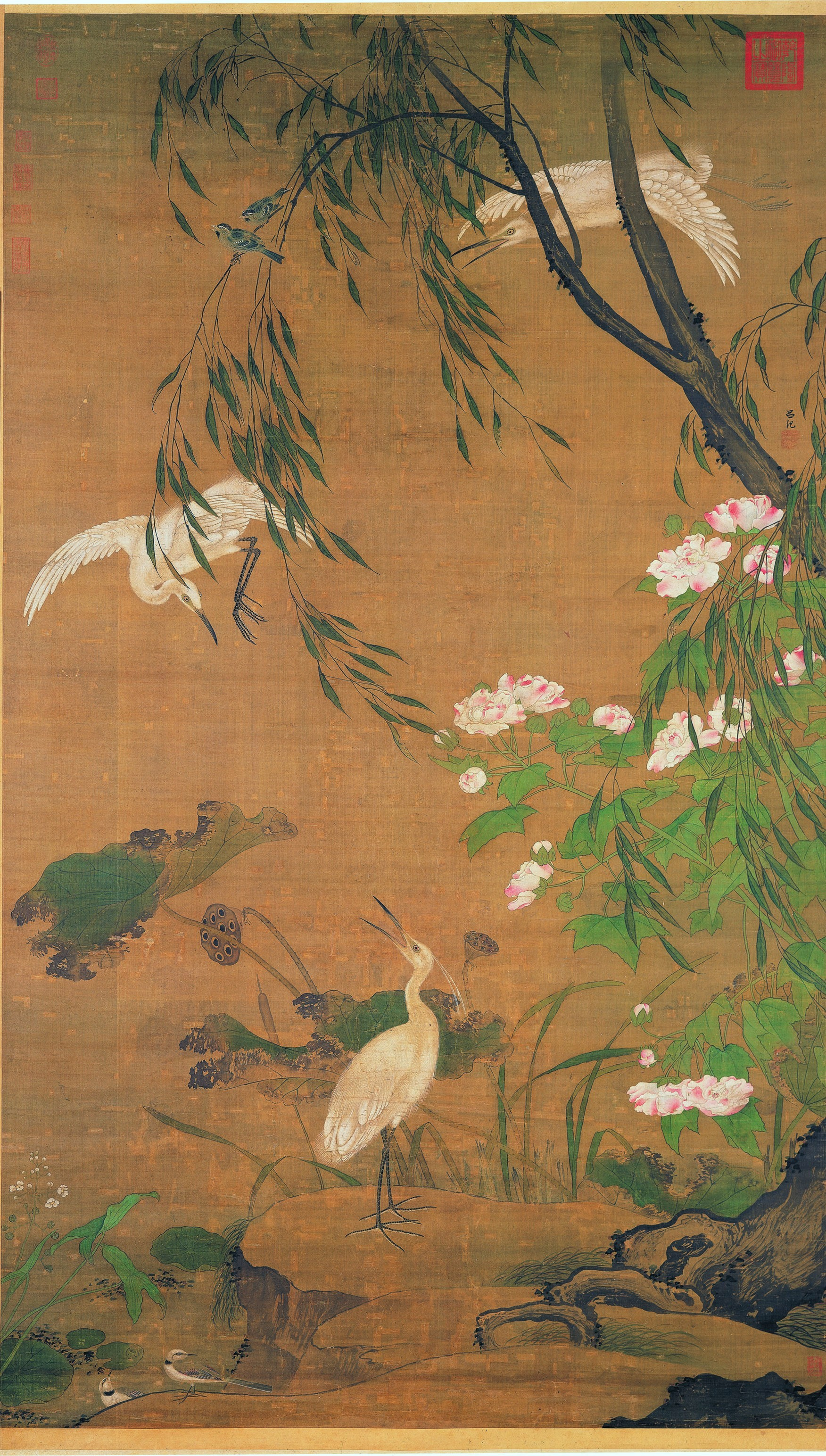
秋鷺芙蓉圖，藏於台灣台北國立故宮博物院
秋渚水禽，藏於台灣台北國立故宮博物院
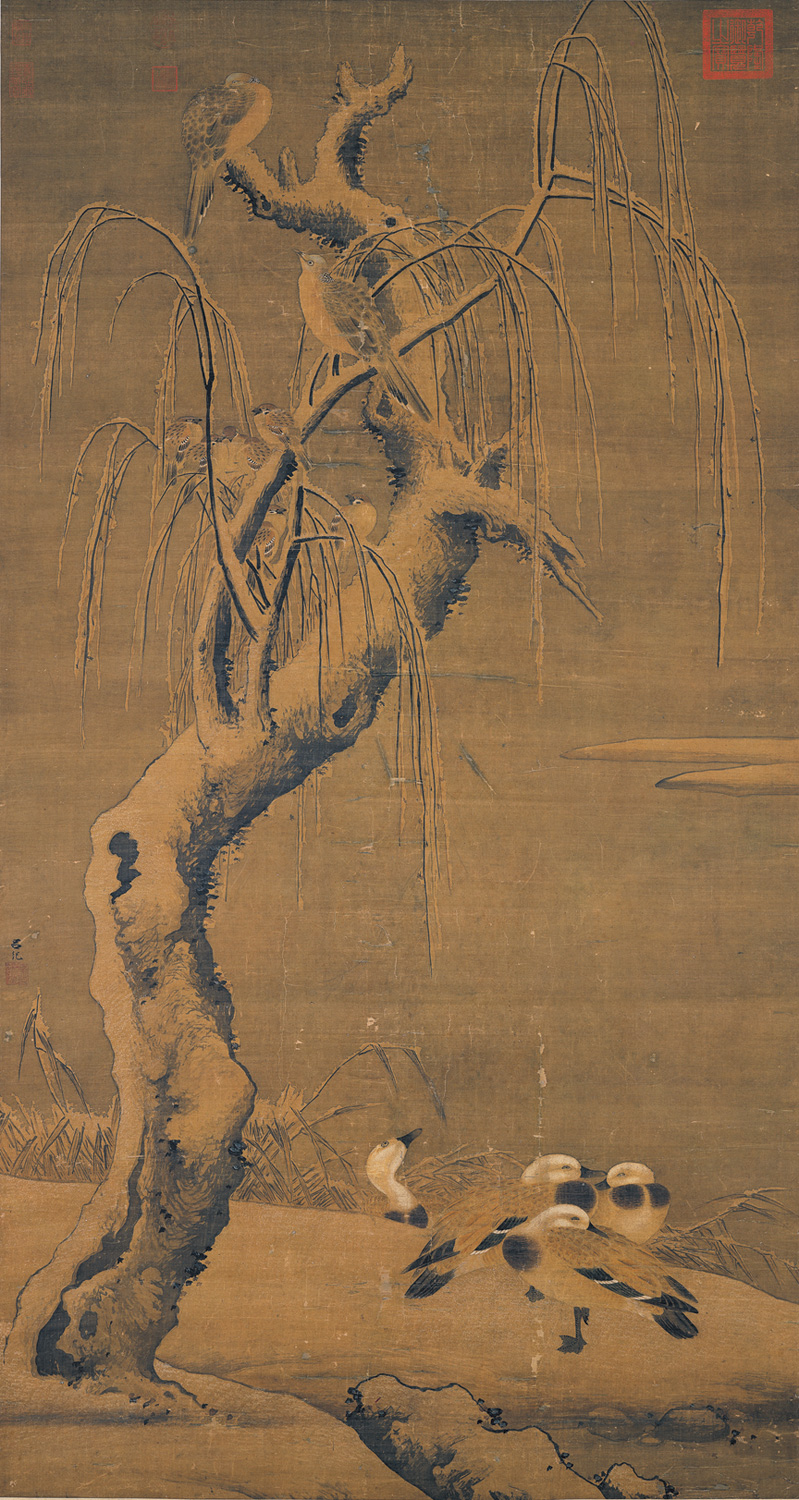
雪景翎毛，藏於台灣台北國立故宮博物院
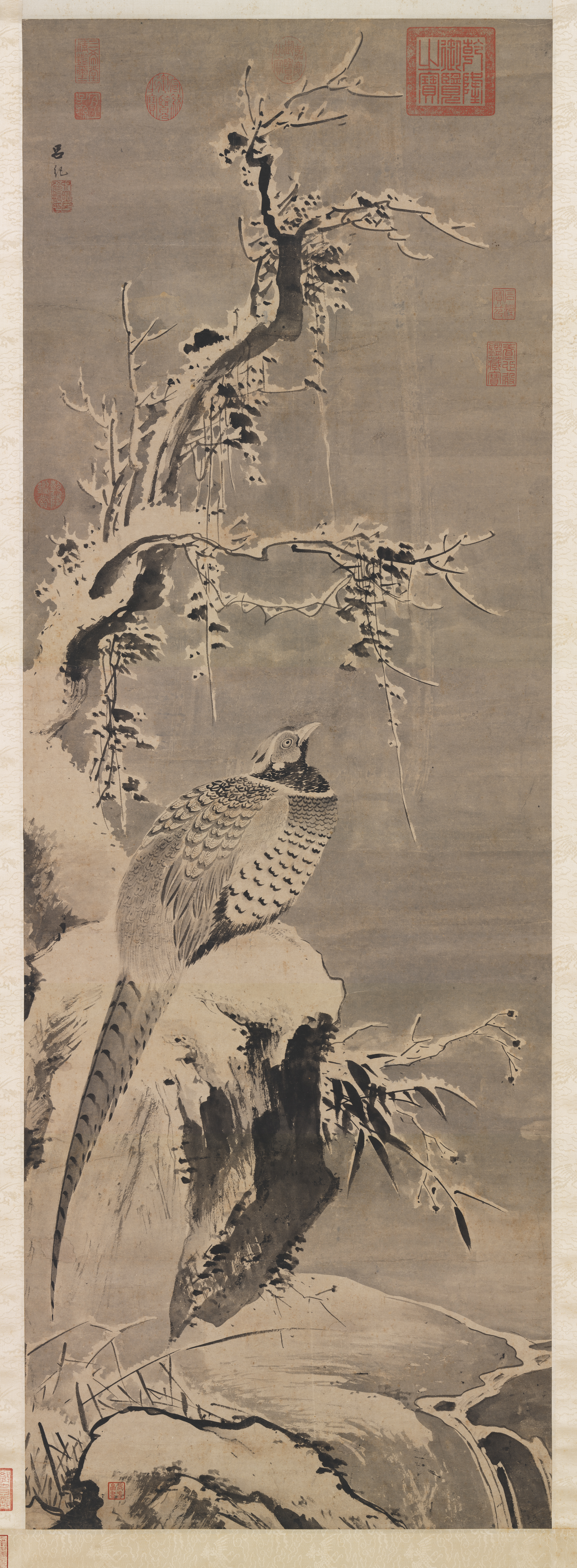
寒雪山雞圖，藏於台灣台北國立故宮博物院
桂菊山禽圖，藏於北京故宮博物院
残荷鷹鷺圖，藏於北京故宮博物院
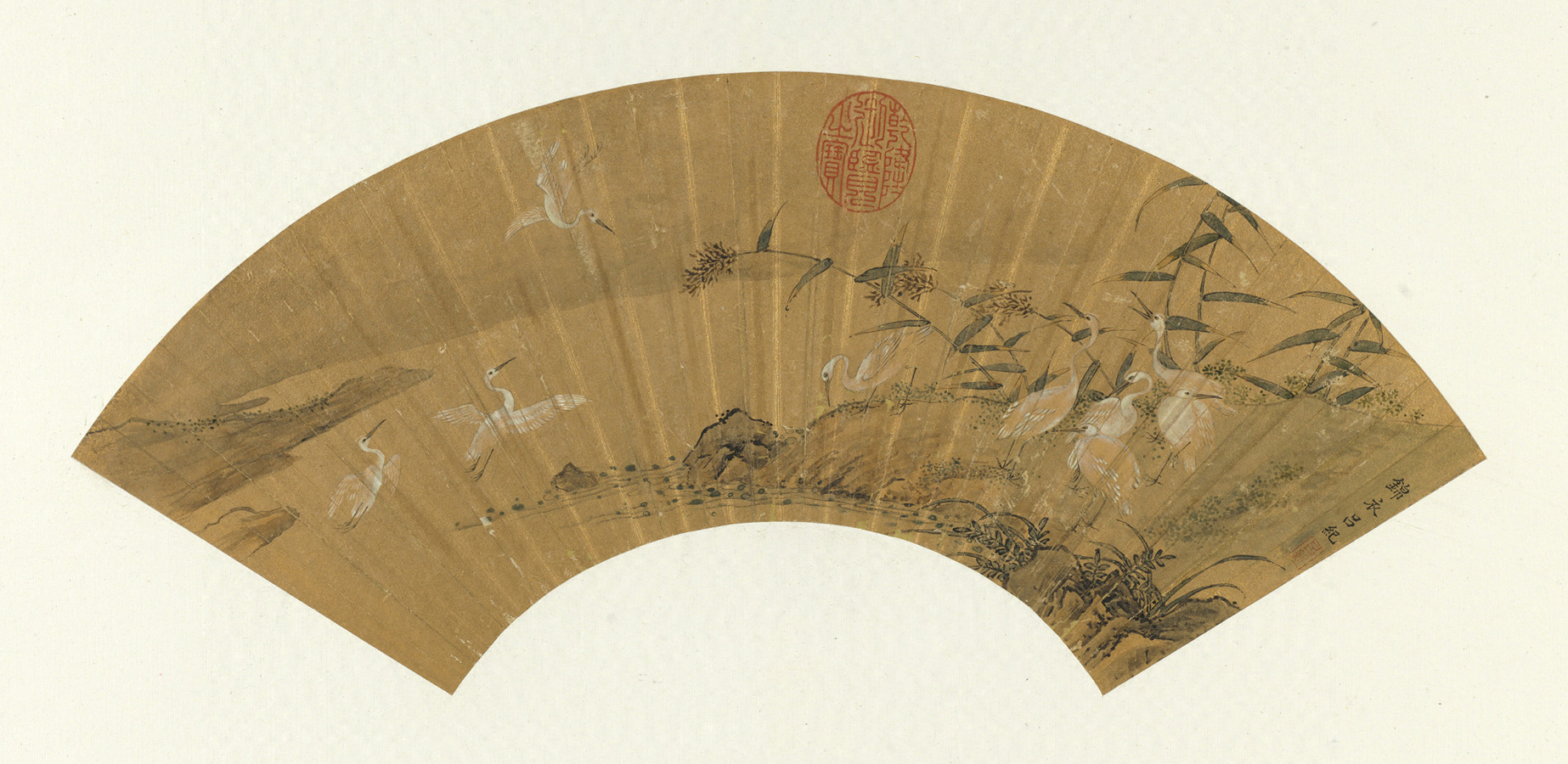
飛鷺圖，藏於台灣台北國立故宮博物院